# アルタシュマラ
アルタシュマラ（Artashumara）は、古代メソポタミア、ミタンニの王。

## 略歴
アルタシュマラとはサンスクリットでṚta-smara 「Ṛtaを覚えている」の意
シュッタルナ2世の子。アルタシュマラの治世は非常に短いもものであった。
アルタシュマラの弟トゥシュラッタが跡を継いだ。